# Kirył Sosnowski
Kirył Władysław Sosnowski, ps. „Konrad”, „Sępiński” (ur. 29 sierpnia 1910 w Krotoszynie, zm. 19 września 1966 w Makowie Podhalańskim) – przedwojenny działacz obozu narodowego, członek ZWZ-AK, współzałożyciel konspiracyjnej organizacji „Ojczyzna”.

## Biografia przedwojenna
Był synem Wacława Sosnowskiego, przemysłowca z Wielkopolski i Stanisławy z domu Weber. Od 1920 uczęszczał do gimnazjum im. Karola Marcinkowskiego w Poznaniu, które ukończył w 1929. Następnie w latach 1929–1936 studiował na Wydziale Prawno-Ekonomicznym Uniwersytetu Poznańskiego, który ukończył uzyskaniem magisterium praw. Był członkiem Bratniej Pomocy oraz w latach 1930–1932 sekretarzem Związku Akademickiego Młodzież Wszechpolska w Poznaniu. W 1928 był współzałożycielem nieoficjalnego organu tajnej Organizacji Młodzieży Narodowej miesięcznika „Orlęta”. Był również w składzie tajnego akademickiego Związku Młodzieży Polskiej „Zet”. Od 1933 do 1939 pełnił funkcję redaktora „Przewodnika Katolickiego” i „Tęczy”. Był redaktorem technicznym odpowiedzialnym za ilustracje i opracowanie graficzne publikacji wydawanych w Wydawnictwie Księgarni Św. Wojciecha m.in. opracował graficznie głośną książkę Józefa Kisielewskiego „Ziemia gromadzi prochy” za co dostał się na listę wrogów III Rzeszy i tropiło go Gestapo.

## Działalność w okupowanej Polsce
Po wkroczeniu wojsk niemieckich jesienią 1939 do Poznania pod pseudonimem „Konrad” należał do współzałożycieli organizacji „Ojczyzna”, w której był kierownikiem Wydziału do Spraw Łączności z Zagranicą oraz zastępcą kierownika Wydziału do Spraw Politycznych. W 1940 był w składzie Komendy Okręgowej Związku Walki Zbrojnej w Poznaniu jako szef sztabu, a od lata tego roku do stycznia 1941 szefem Biura Informacji i Propagandy Komendy Okręgu. W styczniu 1941 został wysiedlony z Wielkopolski i przybył do Warszawy, gdzie został kierownikiem Sekcji Zachodniej Departamentu Informacji Biura Zachodniego przy Delegaturze Rządu. Jeden z organizatorów Studium Zachodniego, ośrodka badawczego poświęconego problematyce niemcoznawczej i sprawie przyszłej polskiej granicy zachodniej. Był współautorem i redaktorem pracy o położeniu ludności na ziemiach wcielonych do Rzeszy pt. Z pierwszej linii frontu (wydanie Warszawa 1943, Glasgow 1943). W lipcu 1943 roku utworzył Agencję Informacyjną „Kraj”. Aresztowany przez Niemców 13 kwietnia 1944 i więziony na Szucha i na Pawiaku, a następnie wywieziony do obozu koncentracyjnego Stutthof.

## Losy powojenne
Po jego wyzwoleniu w 1945 przez wojska sowieckie, powrócił do Poznania. Po zakończeniu wojny był współorganizatorem Instytutu Zachodniego, a od kwietnia 1946 był redaktorem „Przeglądu Zachodniego”, a w latach 1948–1949 kierownikiem działu wydawniczego Wydawnictwa „Pallottinum”. W marcu 1949 został aresztowany i skazany na 8 lat więzienia. W 1953 zwolniony, a w 1957 zrehabilitowany. W latach 1953–1961 pracował w Poznańskim Towarzystwie Przyjaciół Nauk, Instytucie Zachodnim i Księgarni św. Wojciecha. Od 1959 do 1964 prowadził redakcję krajową pisma „Cahiers Pologne Allemagne”, wydawanego w Paryżu. W latach 1964–1965 wykładał również socjologię w Arcybiskupim Seminarium we Wrocławiu i latach 1957–1966 w Duchownym Seminarium Zagranicznym w Poznaniu. Na Uniwersytecie Adama Mickiewicza otrzymał w 1961 stopień doktora praw za pracę Dziecko w systemie hitlerowskim. Zmarł 19 września 1966 i pochowany na cmentarzu Górczyńskim. Był odznaczony w 1961 Krzyżem Kawalerskim Orderu Odrodzenia Polski.